# Cirkumpolär (biologi)

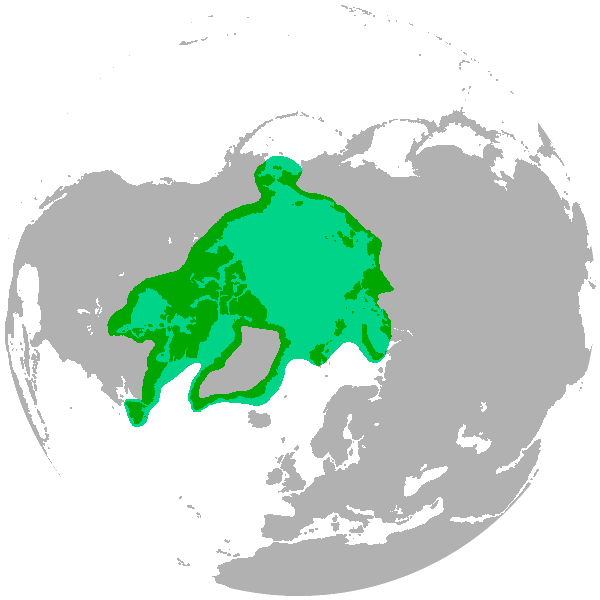
Ett exempel på en nordlig, cirkumpolär art: Isbjörnens utbredning runt nordpolen.

En cirkumpolär organism är en organism vars utbredningsområde är mer eller mindre sammanhängande runt någon av polerna, antingen kring nordpolen eller kring sydpolen. När begreppet används strikt förbehålls det arter med utbredning inom polarregionerna (Arktis eller Antarktis).
Exempel på cirkumpolära djurarter är ren, isbjörn, fjällräv, fjälluggla, snösparv, praktejder, prutgås, fjällabb i norr, och weddellsäl, adéliepingvin i syd. Exempel på nordligt cirkumpolära växtarter är skidört, purpurbräcka och saltarv.